# بریدی کین
بریدی کین (انگلیسی: Bridie Kean؛ زادهٔ ۲۷ فوریهٔ ۱۹۸۷) ورزشکار بسکتبال اهل استرالیا است.
وی در مسابقات کشوری و بین‌المللی در مجموع برندهٔ ۲ مدال طلا، ۲ مدال نقره، ۱ مدال برنز شده‌است.